# Техера, Доминго
Доминго Техера (исп. Domingo Tejera; 27 сентября 1899 — 30 июня 1969) — уругвайский футболист, защитник, игрок сборной Уругвай, провёл за неё 17 матчей, в 9-ти был капитаном. Чемпион мира 1930, чемпион Олимпийских игр 1928 года. Дядя Эусебио Техеры, чемпиона мира 1950 года.

## Биография
В 18 лет Доминго Техера дебютировал за основной состав «Уондерерс». В дебютном сезоне в Высшем дивизионе чемпионата Уругвая стал вызываться в сборную страны. В 1923 году помог своему клубу стать чемпионом Уругвая под эгидой Федерации футбола (ФУФ) в то время когда в стране проводилось два чемпионата (другой — под эгидой Ассоциации футбола Уругвая).
Был вице-капитаном сборной Уругвая в эпоху Хосе Насасси.
В составе сборной Уругвая стал чемпионом мира 1930 года, хотя получил травму левого колена в начале первого же матча и больше на поле не выходил.
В 1931 году помог «Уондерерс» ещё раз стать чемпионом Уругвая — по сей день это последний титул в истории клуба.
В 1932 году Техера провёл свой последний матч за сборную Уругвая и в клубе.
Позже работал в качестве члена Совета директоров «Монтевидео Уондерерс». Умер 18 июля 1969 года. Включен в Зал Славы «Монтевидео Уондерерс».

## Достижения
- Чемпион Уругвая (2): 1923 (ФУФ), 1931
- Чемпион Уругвая во Втором дивизионе (1): 1919
- Чемпион мира (1): 1930
- Чемпион Олимпиады: 1928
- Чемпион Южной Америки: 1920, 1926
- Обладатель Кубка Липтона: 1922, 1928
- Обладатель Кубка Ньютона: 1930
- Победитель Кубка Рио-де-Ла-Плата (1): 1924